# Lanmodez
Lanmodez is een gemeente in het Franse departement Côtes-d'Armor (regio Bretagne) en telt 418 inwoners (2004). De plaats maakt deel uit van het arrondissement Lannion.

## Geografie
De oppervlakte van Lanmodez bedraagt 4,2 km², de bevolkingsdichtheid is 99,5 inwoners per km².

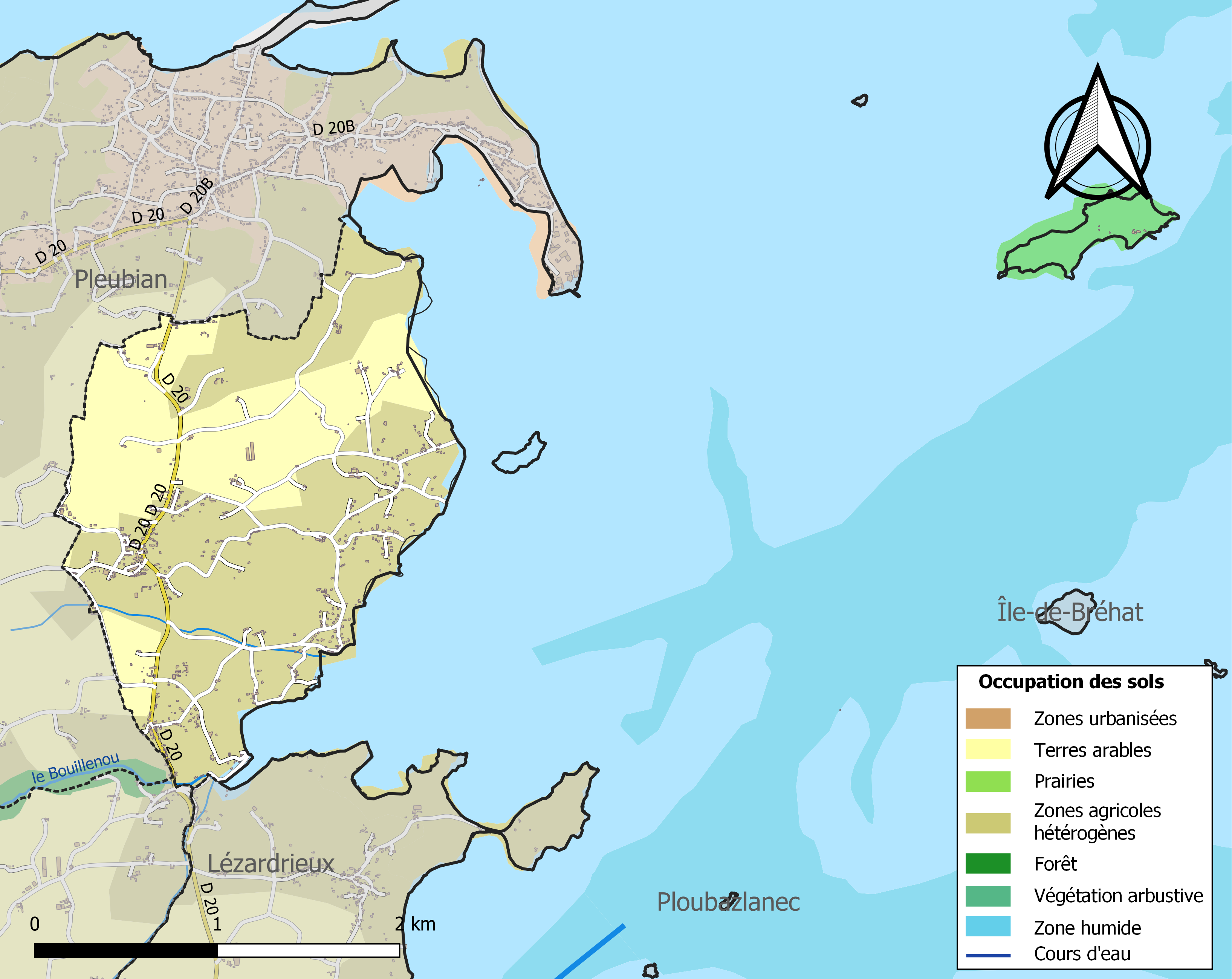
Kaart van de gemeente met de belangrijkste infrastructuur, bodemgebruik en omliggende gemeenten

## Demografie
Onderstaande figuur toont het verloop van het inwonertal (bron: INSEE-tellingen).

1. ↑  Populations de référence 2022.